# Haematopota lineota
Haematopota lineota är en tvåvingeart som först beskrevs av Philip 1960.  Haematopota lineota ingår i släktet Haematopota och familjen bromsar. Inga underarter finns listade i Catalogue of Life.